# 蘇門答臘新光唇魚
蘇門答臘新光唇魚（学名：Neolissochilus sumatranus）为輻鰭魚綱鯉形目鲤科新光唇魚屬的其中一種，分布於亞洲蘇門答臘島，體長可達14.8公分，棲息在中底層水域。